# 肝属川

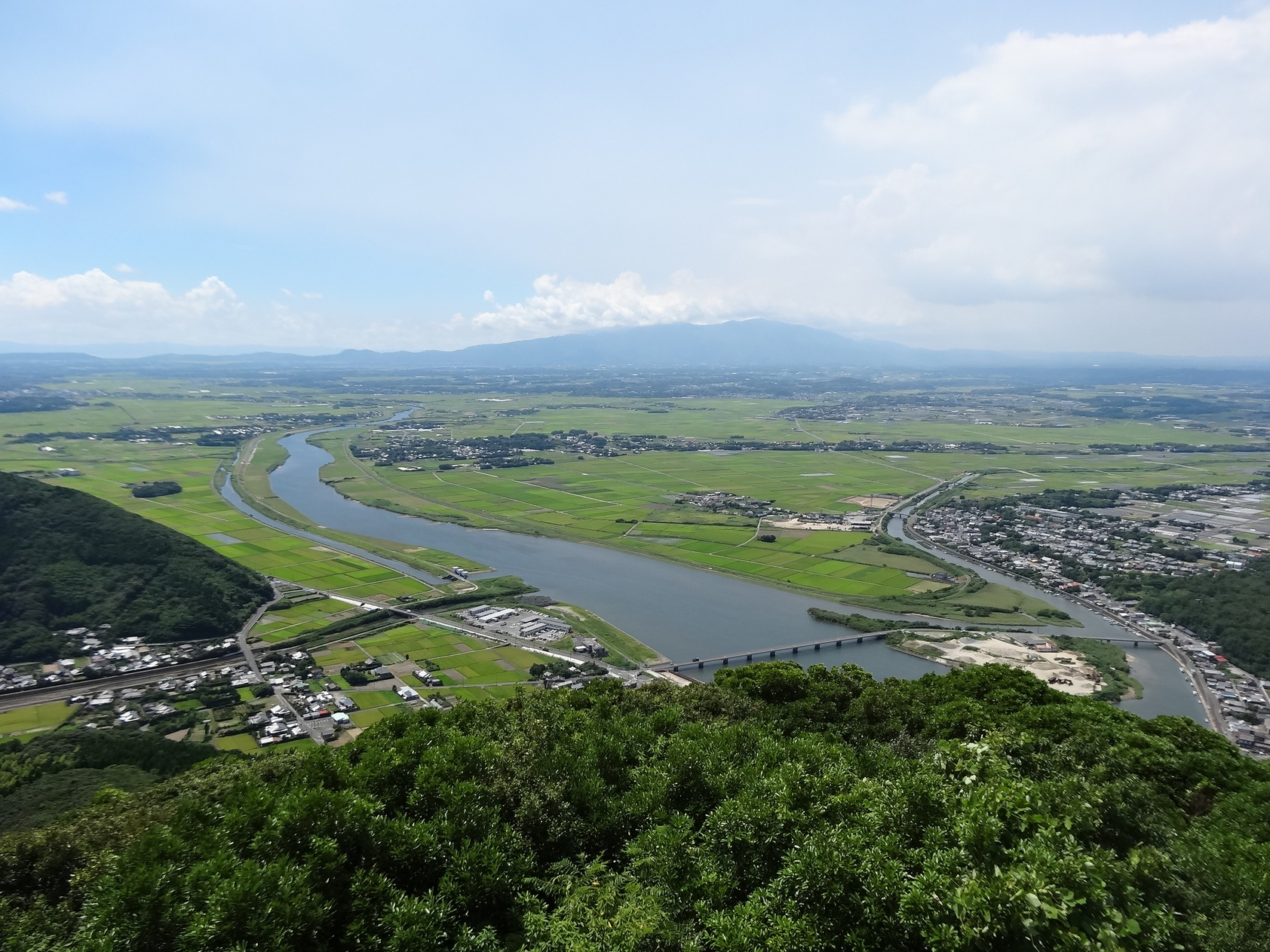
下流域（肝付町・東串良町）

肝属川（きもつきがわ・肝付川とも表記）は、鹿児島県南東部、大隅半島中部を流れ太平洋に注ぐ肝属川水系の本流で、一級河川である。上流部を鹿屋川と称する。「肝属川」の川の名前は「肝属郡」の郡名に由来する。

## 地理
大隅半島西部、高隈山地の御岳東麓に発し、笠野原西部を南流。旧吾平町北部で姶良川を併せると共に東流へ転じ、肝属平野南部をなぞりつつ志布志湾に注ぐ。流域の広範囲にシラス台地が分布する。

## 歴史
200万年ほど前に高隈山地の形成とともに肝属川も形成される。当時は源流からそのまま東流していたが、約2万5千年前に発生した入戸火砕流により笠野原台地が形成。この結果、現在の鹿屋市吾平町方面へ南流するようになった。その後の海面低下につれ河口は東に移動、同時に沖積平野も形成されていった。
弥生時代には王子遺跡（鹿屋市王子町）といった集落が、古墳時代には唐仁古墳群や塚崎古墳群などの大規模古墳群が形成された。江戸時代までは河口域の柏原（かしわばる）や波見（はみ）が貿易港として機能していた。
明治以前において下流部は蛇行が激しく堤防がほとんどない原始河川に近い状態であった。このため大雨が降るたびに氾濫原の平野全体が水没する有様であった。1914年（大正3年）の桜島大正大噴火によって流域に大量の火山灰が降り積もり、河床が上昇し危険な状態となったため1915年（大正4年）から住民の手によって改修工事が始められたが水害を抑えることができず、堤防の建設と流失が繰り返された。

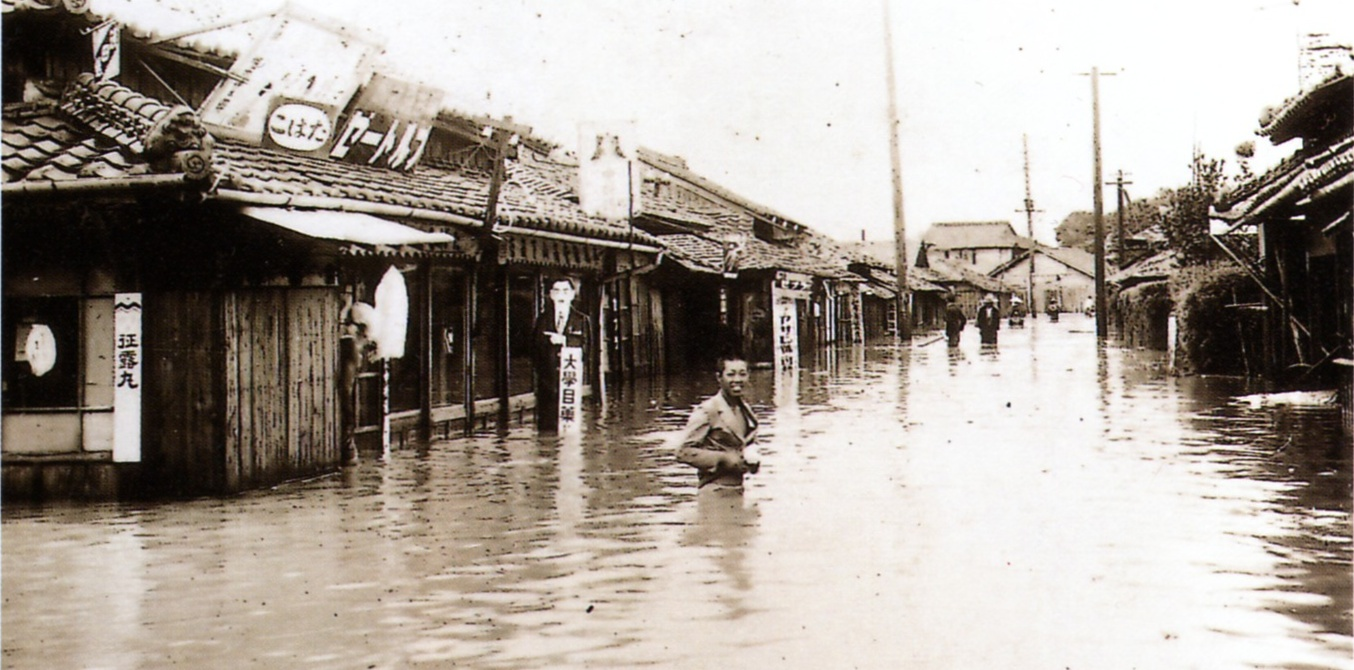
1938年の大水害により串良町中心部は冠水した

1918年（大正7年）からは県が、1937年（昭和12年）から国が主体となり本格的な改修工事が始まったが、1938年（昭和13年）10月15日に台風による大水害（肝属地方風水害）が発生し、死者278名、行方不明者177名の大惨事となった。このため改修計画は大幅に変更され蛇行の直線化が進められることになった。工事は長期計画で行われ、1963年（昭和38年）にほぼ完成した。1967年（昭和42年）5月25日に一級河川に指定され、1996年（平成8年）には鹿屋市内のシラス台地を貫く鹿屋分水路が完成している。度重なる改修工事によって直線化が進んでいるが、市・町境や自然堤防に立地する集落の分布に往時の面影をみることができる。
2020年7月の豪雨（令和2年7月豪雨）では鹿屋市祓川町の大園橋に流木などが引っ掛かり、川の周辺9戸が床上浸水する一因となった。大園橋は1904年（明治37年）建造の石造二重アーチ橋（全長30m、幅約3m）で鹿屋市の指定有形文化財であるが、今後も河川が氾濫するおそれがあるとして文化財指定の解除が諮問されており撤去が検討されている。

## 環境
肝属川は水質の指標のひとつ、BOD値が高く（2005年は1.8）、九州の一級河川では最下位を記録することもある。このことから「汚い川」として知られている。汚染の原因として畜産関連の排水、下水道の未整備（1999年時点では鹿屋市の一部を除く全地域）などが挙げられる。

## 流域の自治体
鹿児島県
鹿屋市、肝属郡肝付町、東串良町

## 支流

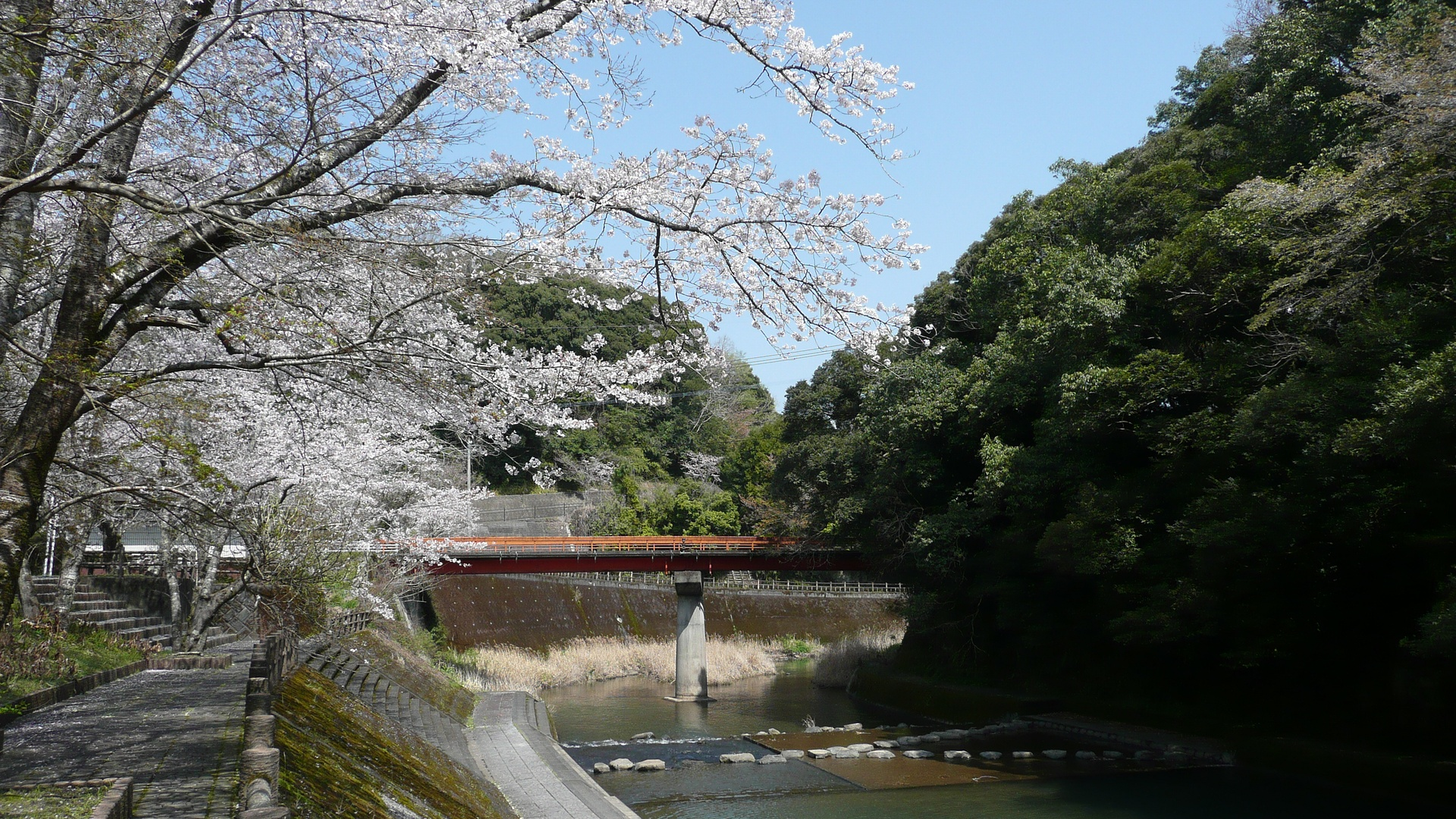
姶良川

35本の支流がある。市町名は流域の自治体。
- 姶良川：鹿屋市
- 串良川：垂水市、鹿屋市、東串良町

## 並行する交通
鹿屋市の北田交差点以北は国道504号がほぼ並行する。
1987年3月14日までは鹿屋市街以東を国鉄大隅線が並行していた。

## 流域の観光地
- 鹿屋航空基地資料館
- 鉄道記念館（旧大隅線鹿屋駅跡）

## 主な橋梁
（上流より）
- 吉ヶ別府橋
- 仮谷橋
- 吉留橋 - 国道504号
- 福留橋
- 留口橋
- 大久保橋
- しもくるす橋
- 馬渡橋
- 東田橋 - 県道550号 鹿屋環状線
- 大園橋 - 県道550号 鹿屋環状線
- （長谷堰）
- 外園橋
- （第一郷田堰）
- 祓川橋 - 県道550号 鹿屋環状線
- （第二郷田堰）
- 中原下橋
- 井之上橋
- 鹿屋大橋 - 国道220号 鹿屋バイパス
- 樋渡橋 - 国道504号
- （新和田井堰）
- 王子橋
- 山中橋
- 安住寺橋
- 見取橋
- 柳橋
- ふれあい橋２号橋
- ふれあい橋１号橋
- 鹿屋橋 - 国道269号
- 新町橋
- 平和橋
- 朝日橋
- 昭栄橋
- 栄橋
- 古城橋
- 狩長橋
- 沢尻橋
- 新川田崎大橋
- 役所の下橋 - 県道550号 鹿屋環状線
- 大正橋
- 河原田橋
- 黒込橋
- 流合橋
- 宮下橋 - 県道544号 折生野神野吾平線
- 永田橋
- 高良橋 - 県道73号 鹿屋高山串良線
- 池之園橋
- 俣瀬橋 - 県道520号 永吉高山線
- 第二有明橋